# Rafael del Pino y Moreno
Rafael del Pino y Moreno (Madrid, 10 de novembre de 1920- Madrid, 14 de juny de 2008) va ser un empresari espanyol que va ser considerat com una de les persones més riques del món. El valor de la seva fortuna l'any 2005 estava xifrat en uns 6.500 milions de dòlars nord-americans i el 2007 la revista Forbes el situà en el lloc 79 dels homes més rics del món.
En 1952 va fundar el Grup Ferrovial, del que va ser president fins a l'any 2000, quan va deixar la presidència en mans d'un dels seus fills, Rafael del Pino Calvo-Sotelo. Aquest any, va constituir la Fundació Rafael del Pino que pretén millorar la formació dels futurs líders.

## Inicis
Del Pino, la formació del qual era la de Doctor Enginyer de Camins, Canales i Ports, estava casat amb Ana María Calvo-Sotelo, germana de l'ex president del govern Leopoldo Calvo-Sotelo, amb la que va tenir cinc fills. Inicià la seva carrera professional en l'empresa Vías y Construcciones l'any 1947. Del Pino arribà a director d'aquesta empresa que abandonà en 1952 per a fundar la seva pròpia empresa.

## Fundació de Ferrovial
En 1952, Del Pino fundà la companyia Ferrovial, que començà com a subministradora de material de Renfe. La subcontracta duraria 16 anys i, malgrat que a penes cobria les despeses d'importació del material des d'Alemanya, ja que es pagaven 3,98 pessetes per cada travessa tractada amb creosota, va permetre assentar l'empresa en un primer moment. La ubicació de la primera oficina, en unes golfes al costat de l'església de Los Jerónimos de Madrid, dona idea dels relativament pocs mitjans amb què va començar. Els criteris empresarials de Del Pino reflectien la típica austeridad de l'època i rebutjaven la possibilitat d'endeutament, així que l'expansió de l'empresa es va produir més tard.
Ferrovial es va assentar primer com a constructora per desenvolupar amb el temps altres activitats com a gestió d'autopistes, aeroports, serveis urbans, etc.

## Consolidació
Del Pino va dirigir la seva empresa durant 48 anys. Durant gairebé tot el temps la va dirigir com un negoci familiar que es va anar fent progressivament més gran, fins que en 1999 va començar a cotitzar en borsa i es va convertir en una transnacional. En la seva gestió tenia fama de ser molt auster, obsessionat amb la puntualitat i amic de supervisar els treballs a peu d'obra amb el casc posat. Així mateix, la seva personalitat era definida com d'algú molt calculador i de caràcter fort fins a fregar l'agressivitat.
La primera obra a l'exterior es va fer a Veneçuela en 1954, i l'expansió internacional gradual va fer que en 2006 l'empresa ja estigués present en països com EUA, Xile, Austràlia, Portugal i Irlanda.
L'any 2000 el va rellevar el seu fill Rafael del Pino Calvo-Sotelo en la presidència de l'empresa, passant a ser president d'honor. Des de 1999 també presidia la Fundación Rafael del Pino, entitat creada per ell i que es dedica a recolzar activitats culturals i educatives dins del foment dels principis de l'economia capitalista.

## Premis
A del Pino li van ser atorgats la Gran Creu de l'Ordre al Mèrit Civil, la medalla d'or de la Reial Acadèmia de la Història i el premi Juan Lladó, concedit per la Fundació José Ortega y Gasset i l'Instituto de Empresa.
En 2008 se li va concedir la Gran Creu de l'Orde del Dos de Maig.

## Herència
La seva herència es va repartir entre els seus 5 fills: María, Rafael, Joaquín, Leopoldo y Fernando.
Les participacions industrials heretades es componen d'una participació important en Ferrovial a través i d'una societat holding denominada Casa Gran de Cartagena S.L. on agrupa altres participacions industrials.
| Societat      | Percentatge | Societat                       | Percentatge | Societat     | Percentatge |
| ------------- | ----------- | ------------------------------ | ----------- | ------------ | ----------- |
| Karlovy, S.L. | ?           | Portman Baela, S.L.            | ?           | Ferrovial    | 44,607%     |
| Lolland, S.A. | ?           | Casa Grande de Cartagena, S.L. | 100%        | Banco Pastor | 5,000%      |
| Lolland, S.A. | ?           | Casa Grande de Cartagena, S.L. | 100%        | Acerinox     | 5,000%      |
| Lolland, S.A. | ?           | Casa Grande de Cartagena, S.L. | 100%        | Ebro Foods   | 6,158%      |
| Lolland, S.A. | ?           | Casa Grande de Cartagena, S.L. | 100%        | Indra        | 5,000%      |